# Maksymilian Horwitz
Maksymilian Henryk Horwitz, ps. Henryk Walecki (ur. 6 września lub 27 sierpnia 1877 w Warszawie, zm. 20 września 1937 w Moskwie) – doktor matematyk, polski i międzynarodowy działacz socjaldemokratyczny i komunistyczny i publicysta żydowskiego pochodzenia, ofiara „wielkiej czystki” w ZSRR.

## Życiorys
Urodził się w zamożnej, zasymilowanej, warszawskiej rodzinie żydowskiej. Jego dziadek Lazar Horowitz był rabinem w Wiedniu. W 1893 ukończył Gimnazjum Wojciecha Górskiego, następnie studiował na kierunku matematyczno-fizycznym na Uniwersytecie Gandawskim. W 1898 roku ukończył studia na Wydziale Fizyko-Matematycznym uzyskując doktorat, po czym podjął pracę dyrektora szkoły rzemiosł dla młodzieży żydowskiej. Równolegle prowadził aktywną działalność w warszawskiej organizacji Polskiej Partii Socjalistycznej. W latach 1905–1906 był więziony w X Pawilonie Cytadeli Warszawskiej. W kwietniu 1906 był współautorem planu słynnej akcji uprowadzenia z Pawiaka przez grupę bojowców Organizacji Bojowej PPS na czele z Janem Gorzechowskim Jurem 10 więźniów politycznych skazanych na karę śmierci przez wojskowy sąd doraźny. Od rozłamu w PPS w listopadzie 1906 członek CKR PPS-Lewicy. 
Od 16 grudnia 1918 roku członek założyciel Komunistycznej Partii Robotniczej Polski i członek Komitetu Centralnego tej partii. W latach 1918–1919 i 1923–1925 był członkiem KC KPRP, w latach 1923–1924 członkiem Biura Politycznego KC KPRP, a w 1922 roku członkiem Komitetu Wykonawczego Kominternu. W latach 1919–1920 ponownie więziony był w Cytadeli Warszawskiej, a następnie w obozie dla internowanych w Dąbiu, z którego zbiegł w nocy z 8/9 grudnia 1920 (ranny w nogę podczas ucieczki - w późniejszym czasie utykał). Członek frakcji „większości” w KPRP i KPP, po 1926 odsunięty przez Komintern od funkcji partyjnych.
Po usunięciu z władz KPP przebywał stale w ZSRR. Od 1925 członek Wszechzwiązkowej Komunistycznej Partii (bolszewików) (WKP(b)). Po VII Kongresie Międzynarodówki Komunistycznej (1935) w latach 1935–1937 sekretarz polityczny czasopisma „Komunisticzeskij Internacjonał” i członek międzynarodowej komisji kontroli Kominternu.
Aresztowany przez NKWD w czasie „wielkiej czystki” 21 czerwca 1937 w Hotelu Lux w Moskwie. 20 września 1937 skazany przez Kolegium Wojskowe Sądu Najwyższego ZSRR na karę śmierci za zdradę ojczyzny i udział w kontrrewolucyjnej organizacji terrorystycznej. Stracony tego samego dnia. Jego ciało zostało skremowane w krematorium na Cmentarzu Dońskim, a prochy pochowane anonimowo. 
Zrehabilitowany przez Kolegium Wojskowe SN ZSRR postanowieniem z 29 kwietnia 1955.

## Życie prywatne
Był synem Gustawa Horwitza (1844–1882) i Julii Horwitz z domu Kleinmann (1845–1912). Żonaty ze Stefanią Heryng (1881–1937), córką działacza socjalistycznego Zygmunta Herynga i Heleny Heryng, z którą miał troje dzieci (Stanisława, Annę i Katarzynę), później związany z Józefiną Swarowską, z którą miał syna Pietię. Jego siostrami były: Kamilla Kancewicz i Janina (Żaneta) Mortkowiczowa.

## Galeria

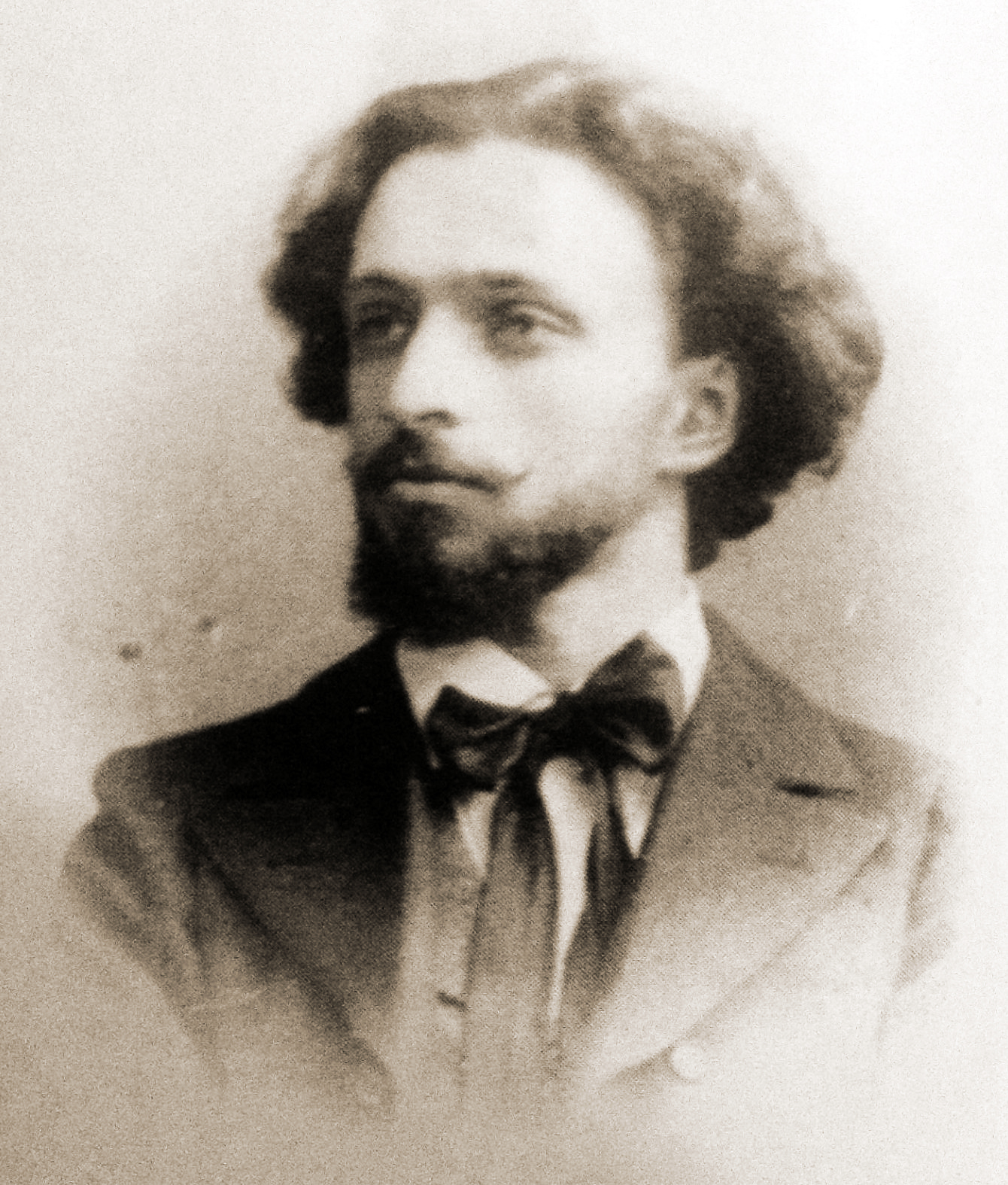
Maksymilian Horwitz 1898
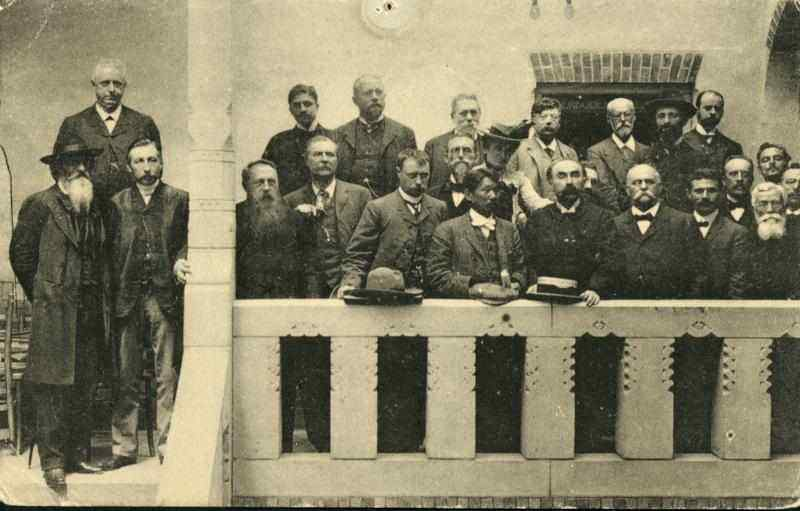
Maksymilian Horwitz wśród uczestników kongresu II Międzynarodówki w Amsterdamie 1904. Stoi w najwyższym rzędzie drugi od prawej, obok Karl Kautsky
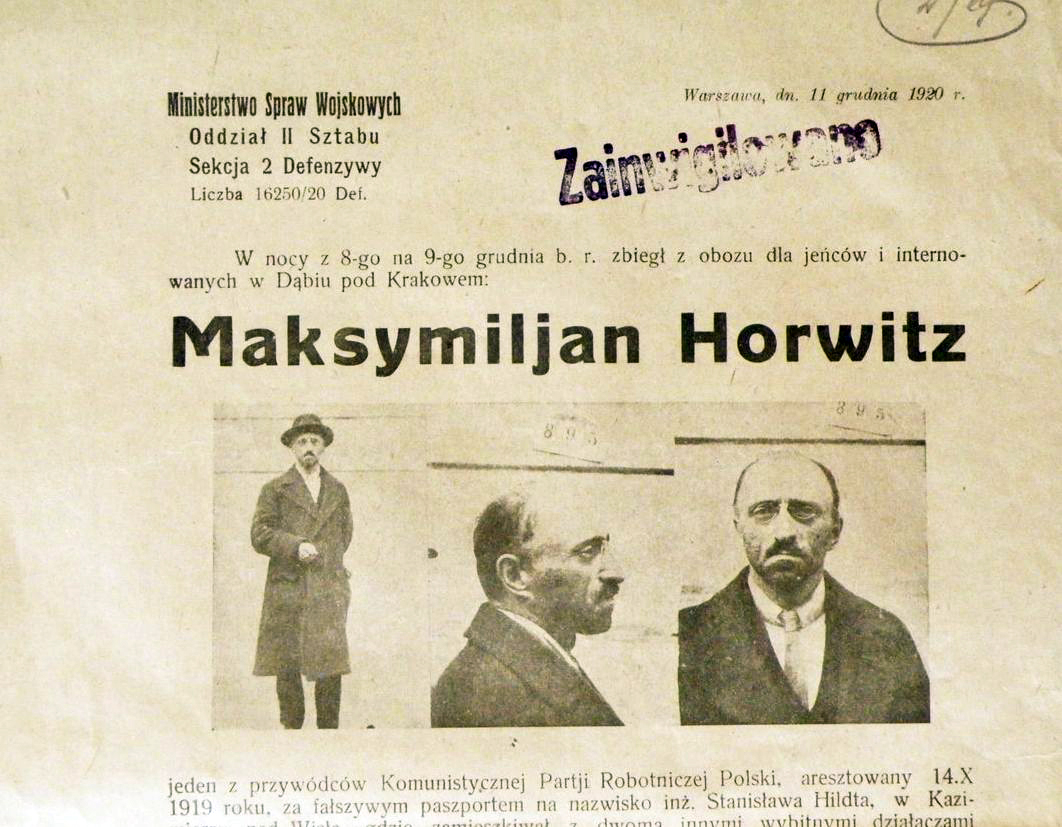
List gończy za Maksymilianem Horwitzem 1920
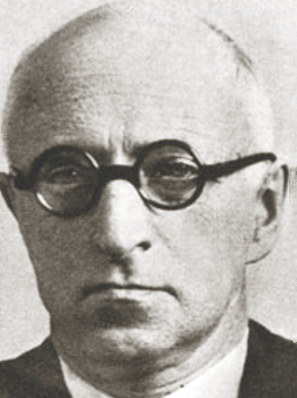
Maksymilian Horwitz, lata 20. XX wieku